# Jantar Mantar

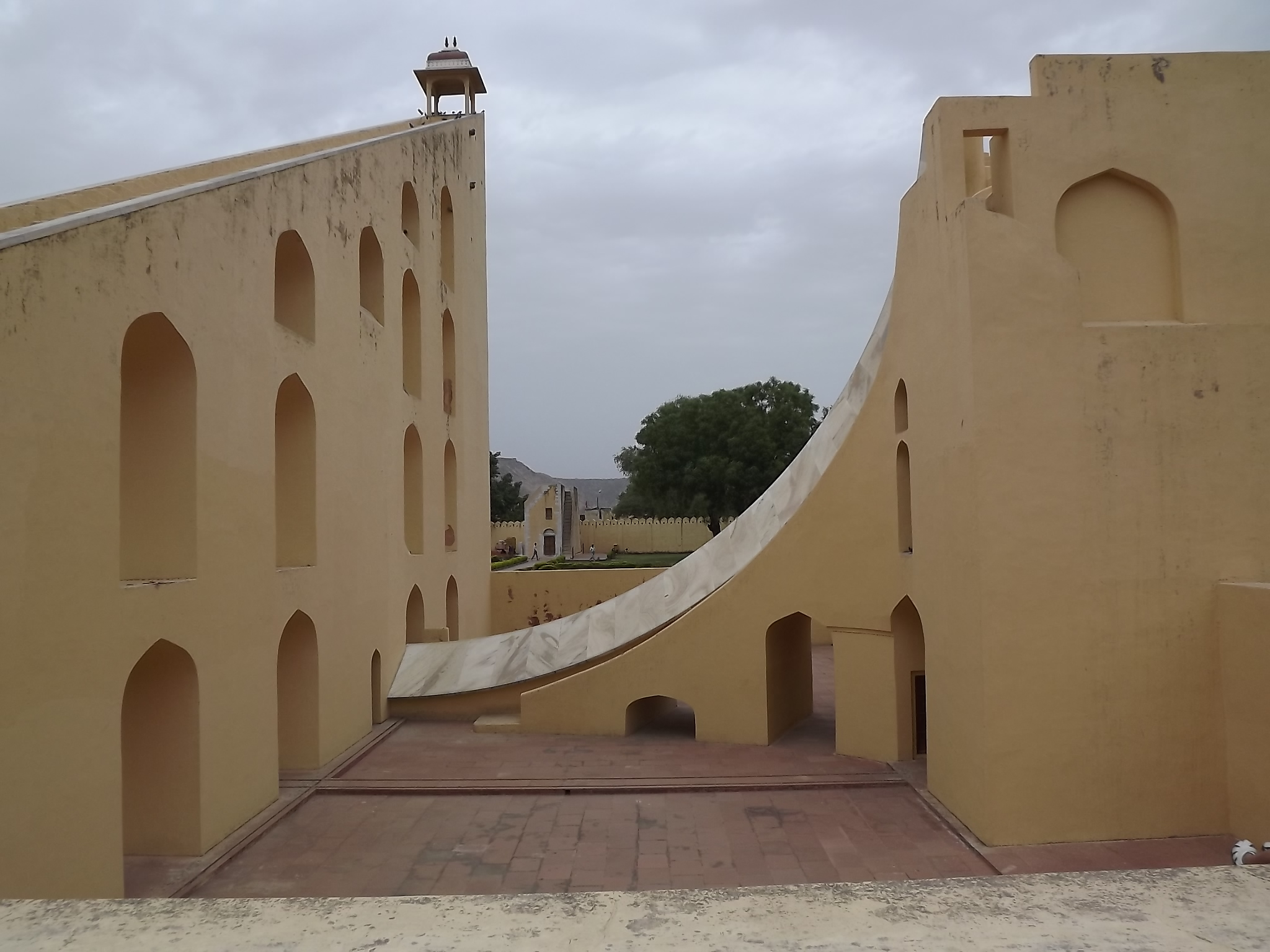
Jantar Mantar de Jaipur

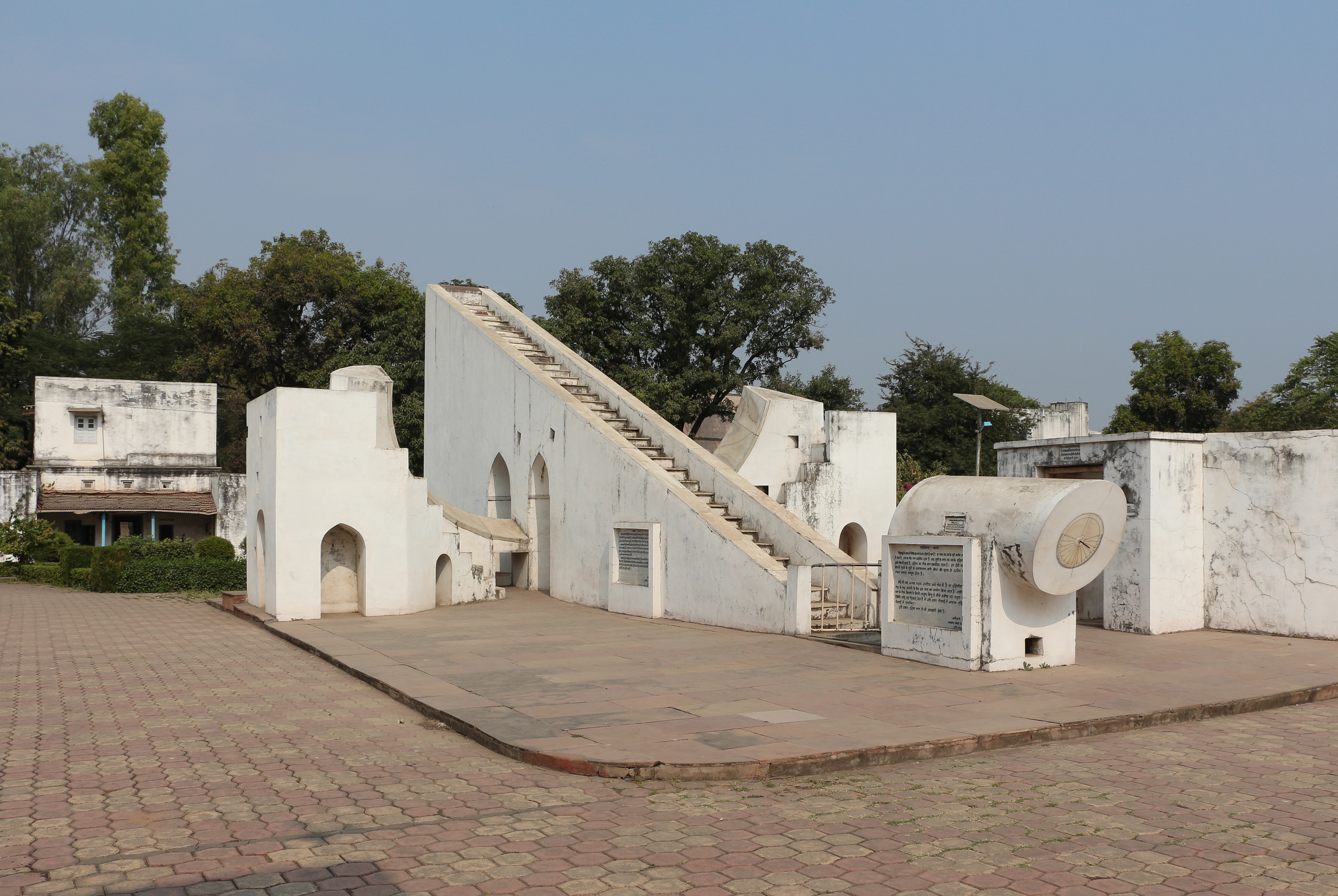

Jantar Mantar é a designação de antigos complexos de edifícios usados como instrumentos astronómicos construídos no norte da Índia no século XVIII. Tais edifícios são basicamente relógios de sol equinociais de enormes dimensões, constituídos por um gnómon gigantesco de forma triangular cuja hipotenusa é paralela ao eixo da Terra. Em cada um dos lados do gnómon há um quadrante de um círculo, paralelo ao plano do equador. O instrumento destina-se a medir a hora do dia, com precisão que pode ir até a meio segundo, e a declinação do sol e outros corpo celestes.
Há cinco Jantar Mantares, o maior deles situado em Jaipur, onde se encontra o maior relógio de sol de pedra do mundo, o Vrihat Samrat yantra, que mostra a hora local com precisão de 2 segundos.

## História e etimologia
Os monumentos foram construídos entre 1724 e 1735 pelo marajá Jai Singh II de Jaipur, em Jaipur, Deli, Varanasi, Ujjain e Matura, com o objetivo de compilar tabelas astronómicas e prever as datas, horas e movimentos do sol, lua e outros corpos celestes.
A menção mais antiga ao nome "Jantar Mantar" data de 1803. Os registos encontrados nos arquivos do reino de Jaipur, datados de 1735 e 1737–1738, referem-se aos monumentos com o nome Jantra, que na linguagem oral foi corrompido para jantar. A palavra jantra deriva de yantra ("instrumento" em sânscrito), enquanto que mantar deriva de mantrana, que significa consultar ou calcular, pelo que "Jantar Mantar" significa "instrumento de cálculo".